# Lijst van burgemeesters van Arnemuiden
Dit is een lijst van burgemeesters van de voormalige Nederlandse gemeente Arnemuiden in de provincie Zeeland totdat deze gemeente bij de gemeentelijke herindeling van 1 januari 1997 werd toegevoegd bij de gemeente Middelburg.
| Ambtsperiode                       | Naam burgemeester                 | Leven                                                   | Partij of stroming | Bijzonderheden |
| ---------------------------------- | --------------------------------- | ------------------------------------------------------- | ------------------ | --- |
| 1800 – augustus 1825               | Christiaan Crucq                  | Middelburg 30 augustus 1761 – Arnemuiden 6 januari 1827 |                    | brood- en beschuitbakker; aanvankelijk baljuw van Arnemuiden, gecombineerd met Nieuwerkerke en Mortiere, vervolgens (adjoint) maire, schout en burgemeester; spellingsvariant Cruque |
| 1810 – 1813/1814                   | Cornelis Daniel Baars             | 1776 – 9 augustus 1849                                  |                    | (adjoint) maire; voordien en nadien secretaris der stad; in 1832 weer burgemeester                                                                                                   |
| september 1825 – april 1832        | jhr. Johan Hendrik Schorer        | 1792 – 1841                                             |                    | |
| 1832 – 18??                        | Cornelis Daniel Baars             | 1776 – 9 augustus 1849                                  |                    | voordien secretaris der stad en (adjoint) maire |
| 1850 – 1853                        | Antheunis Boogert                 | 1797-1879                                               |                    | nadien wethouder |
| 1853 – 1867                        | Cornelis Jacobus Baars            | 1809-1867                                               |                    | voordien secretaris der stad |
| 1867 – 1871                        | jhr. Johan Willem Meinard Schorer | Middelburg 8 maart 1834 – Den Haag 10 oktober 1903      | Conservatieven     | |
| 1871 – 1892                        | Christiaan Johannes Crucq         |                                                         |                    | |
| 1892 – 1910                        | Salomon van Eenennaam             | 1838 – 1918                                             |                    | |
| augustus 1910 – 1918               | mr. Henri Frederik Lantsheer      | 1880 – 1954                                             |                    | |
| 1918 – 1921                        | Frans Blok                        | 1889 – 1941                                             |                    | werd burgemeester van Axel |
| 16 februari 1922 – 22 januari 1944 | Herman Gerard Horninge            | 1893 – 1966                                             |                    | |
| 22 januari – 4 september 1944      | Anthonius Jacobus Sprundel        | 1894 - 1986                                             | NSB                | |
| 5 september – 15 september 1944    | J.J. Huijssen                     |                                                         |                    | waarnemend; secretaris der gemeente |
| 15 september – 11 november 1944    | B. Franse                         |                                                         |                    | waarnemend |
| 11 november 1944 – 8 oktober 1951  | Joos Langebeeke                   | Arnemuiden 19 maart 1892 – Utrecht 8 oktober 1951       | CHU                | tot 1946 waarnemend |
| 1952 – 1953                        | Johannes van den Bos              | Bruinisse 3 mei 1915 – Tholen 15 november 1992          | ARP                | werd in november 1953 burgemeester van Sint-Annaland |
| 1954 – 1959                        | Willem Harm van der Heide         |                                                         | ARP                | |
| 1960 – 1974                        | Adriaan Hack                      |                                                         | CHU                | |
| 1975 – 1981                        | Jacob de Jonge                    |                                                         | SGP                | |
| 1981 – 1989                        | Markus Marinus Markusse           |                                                         | SGP                | werd burgemeester van IJsselmuiden |
| 1990 – 1997                        | Henk Visser                       |                                                         | ChristenUnie       | nadien burgemeester van Nieuw-Lekkerland (1997 – 2001) en Elburg (2001 – 2007) |